# Heliconia stilesii
Heliconia stilesii ist eine Pflanzenart aus der Familie der Helikoniengewächse (Heliconiaceae). Sie ist in Costa Rica und Panama heimisch.

## Beschreibung
Heliconia stilesii ist eine immergrüne, mehrjährige, krautige Pflanze, vegetativ ähnlich einer Bananenpflanze und mit einer Wuchshöhe von 5 bis 6 Meter. Je Spross finden sich vier bis sechs unterseits oft weiß wächserne Blätter. Das je Spross längste Blatt ist dabei bis zu 230 Zentimeter lang und 55 Zentimeter breit.
Die bis zu 100 Zentimeter langen Blütenstände hängen herab, je Blütenstand finden sich zweizeilig angeordnet und häufig einander berührend, zwanzig bis fünfunddreißig Tragblätter. Jeder Wickel besteht aus 10 bis 20 Blüten, die Blütenhülle ist am Ansatz weiß bis blassgelb, zum äußersten Ende hin aber kräftig gelb. Der Rand ist unbehaart bis schwach behaart.

## Verbreitung
Heliconia stilesii ist endemisch in Costa Rica und dem westlichen Panama.

## Systematik und Botanische Geschichte
Die Art wurde 1982 von Walter John Emil Kress erstbeschrieben.